# Séisme de 2011 en Nouvelle-Zélande
Le séisme de 2011 en Nouvelle-Zélande (appelé aussi séisme de Christchurch de 2011) est un tremblement de terre d'une magnitude de 6,3 survenu à 12 h 51 min 42 s heure locale (21 février à 23 h 51 min 42 s UTC), dans la région de Canterbury sur l'île du Sud en Nouvelle-Zélande. Une réplique de magnitude 5,6 est survenue à 13 h 4 heure locale (0 h 4 le 22 février UTC).

## Contexte
Située sur la ceinture de feu du Pacifique, la Nouvelle-Zélande subit jusqu'à 15 000 secousses sismiques par an,. Ce tremblement de terre est précédé par des centaines de secousses sismiques depuis celui de magnitude 7,0 survenu le 4 septembre 2010,. En raison de la profondeur plus importante de son hypocentre et du plus grand éloignement de son épicentre par rapport à Christchurch, celui-ci a été équivalent à une secousse de magnitude 4 à 5. Ainsi, il n'y a pas eu de morts et les dégâts, d'un coût de quatre milliards de dollars néo-zélandais, sont dans l'ensemble moins importants. Ils ont cependant fragilisé certains bâtiments qui se sont finalement écroulés avec le séisme du 22 février.
Cette activité sismique est causée par le déplacement relatif des plaques pacifique et australienne le long d'un système de failles de décrochement dont les principales se trouvent plus à l'ouest et au nord, dans les Alpes du Sud.

## Caractéristiques
La secousse principale du séisme, d'une magnitude de 6,3, s'est produite à 12 h 51 min 42 s heure locale (21 février à 23 h 51 min 42 s UTC),,. Son épicentre est situé aux coordonnées 43° 36′ S, 172° 43′ E,, juste en bordure de la ville de Lyttelton, dans la péninsule de Banks, à dix kilomètres au sud-est du centre-ville de Christchurch. Son hypocentre est situé à cinq kilomètres de profondeur,. La faille, de 8×8 km est de petite taille mais c'est son glissement de près de 1,6 m de manière oblique qui a été fort. Celui-ci, survenu sous la ville de Christchurch, a provoqué en différents endroits des accélérations du sol (Peak Ground Accelerations ou PGA) de 1,88 jusqu'à 2,2 g lors de la rupture,.

## Conséquences

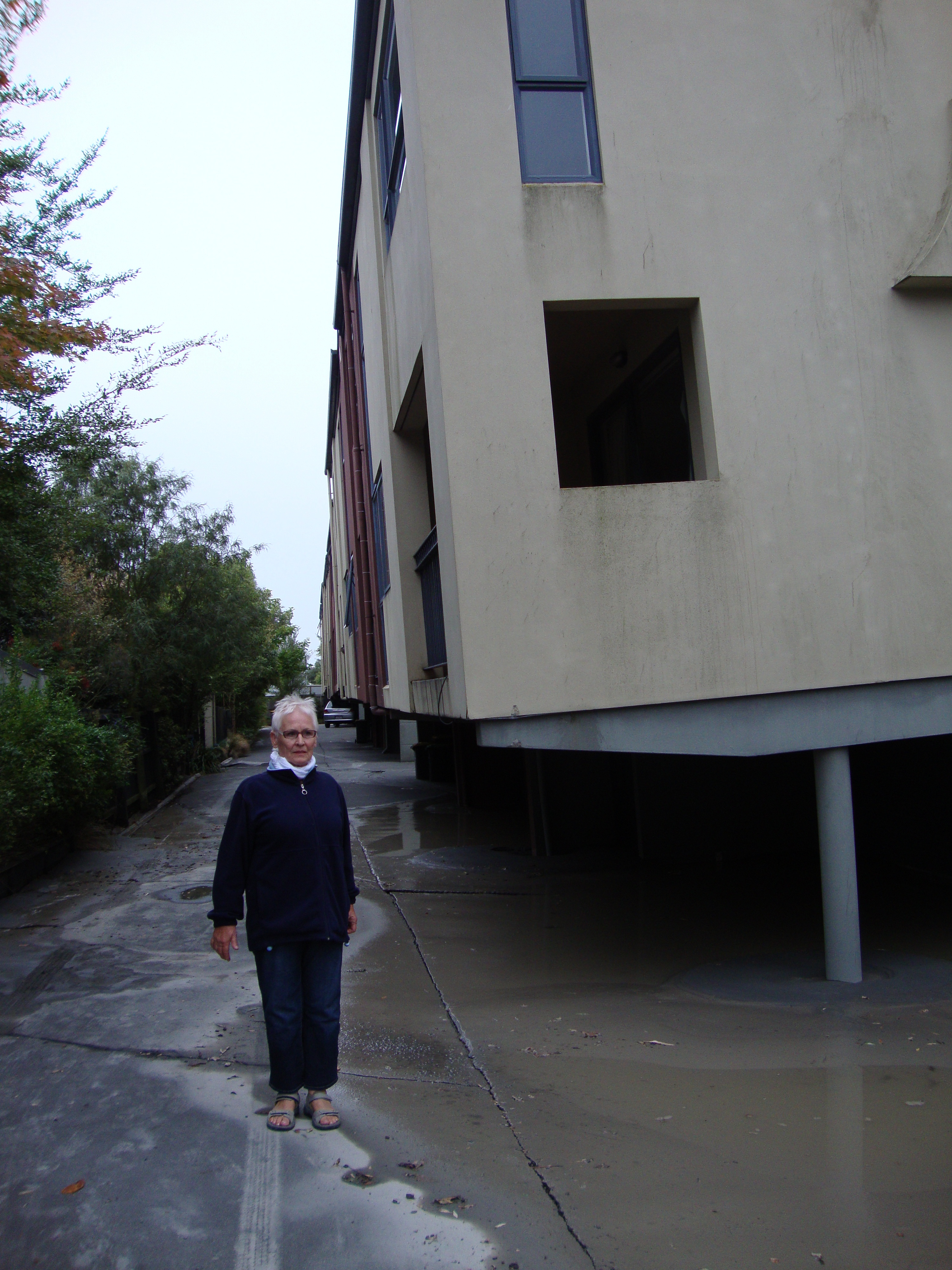
Immeuble endommagé par un phénomène de liquéfaction du sol.

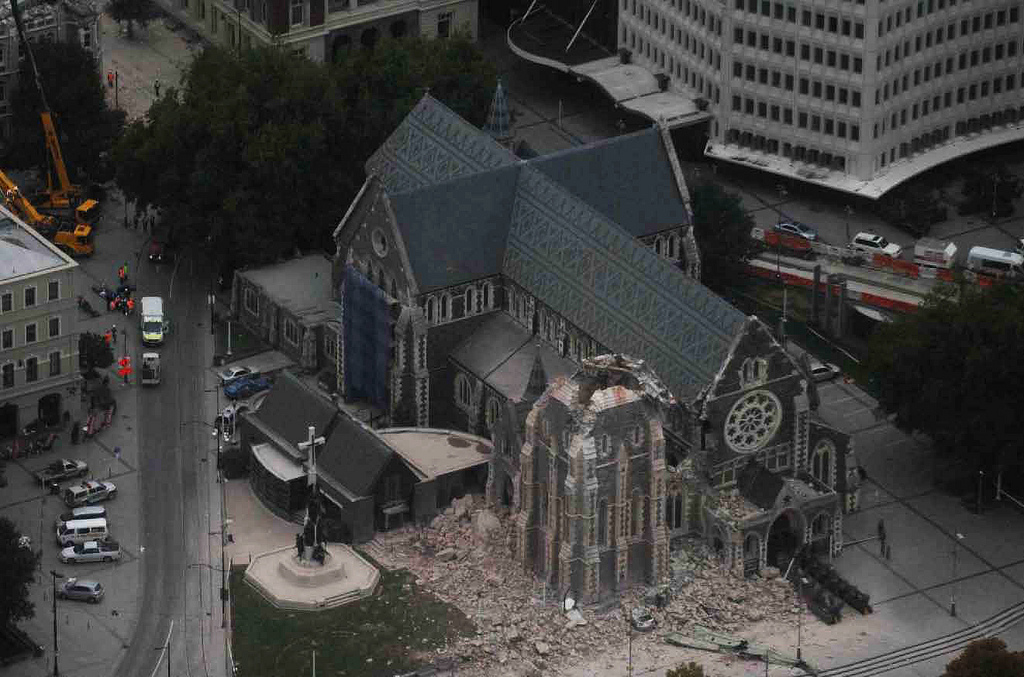
Vue aérienne de la cathédrale de Christchurch dont la flèche s'est à moitié effondrée.

### Christchurch
Proche de l'épicentre, la deuxième ville du pays, Christchurch, subit des dégâts majeurs,,, l'aéroport endommagé est fermé, le réseau électrique est interrompu ainsi que celui de la distribution d'eau. Parmi les bâtiments ayant subi le plus de dégâts, la cathédrale a vu sa flèche s'effondrer à moitié, une école s'est effondrée sur ses élèves dont une vingtaine de Chinois et l'immeuble de la télévision locale Canterbury Television s'est entièrement affaissé sur ses occupants. Un tiers des bâtiments du centre-ville seront démolis s'ils ne l'ont pas déjà été par le séisme. Des phénomènes de liquéfaction du sol sont rapportés, entraînant des dégâts sur des bâtiments, les routes et les pistes de l'aéroport international ainsi que des inondations localisées d'eau charriant du sable,. Ces 200 000 tonnes de sable et de limon émis par cette liquéfaction du sol provoquent, une semaine après le séisme, des nuages de poussière soulevés par des vents de 70 km/h.

### Autres régions

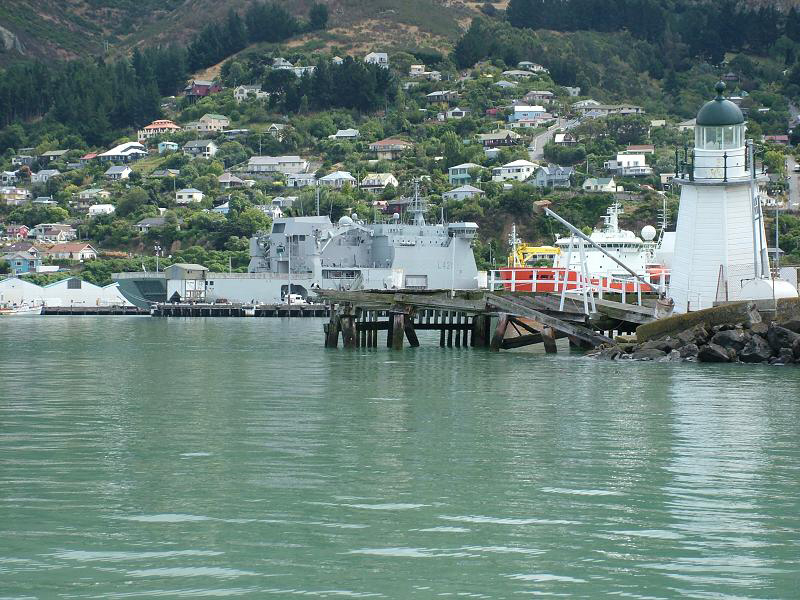
Dégâts dans le port de Lyttelton où est amarré le HMNZS Canterbury affrété à la suite du séisme.

Située à l'épicentre du séisme, la petite ville portuaire de Lyttelton est sévèrement affectée. Aucun mort n'est à déplorer parmi les habitants de la ville mais deux randonneurs sont tués par des chutes de rochers. Dans la rue principale du bourg, 60 % des bâtiments sont détruits. Le bâtiment dominant le port et qui supporte la boule horaire, l'une des cinq dernières dans le monde, est partiellement détruit, la tour surmontée de la boule restant debout mais étant sérieusement endommagée.
Plus à l'ouest dans les Alpes du Sud, trente millions de tonnes de glace se détachent du glacier Tasman, situé dans le parc national Aoraki/Mount Cook, et sont précipitées dans son lac glaciaire, constituant son troisième plus gros vêlage connu. Des vagues atteignant 3,5 mètres de hauteur parcourent la surface du lac pendant trente minutes au milieu des icebergs. Les procédures de sécurité ayant été respectées, aucun des visiteurs présents dans les embarcations naviguant à proximité du front glaciaire au moment de l'incident n'a été blessé. La partie qui s'est détachée du glacier mesure un kilomètre de longueur et s'est fragmentée en plusieurs morceaux qui recouvrent un quart de la superficie du lac, les plus grands atteignant pour leur partie aérienne 200 mètres de long sur 50 mètres de large.

### Bilan humain
Le bilan humain n’a cessé d’empirer au fil des jours :
- le 22 février (le jour du séisme) on compte 65 morts[10],[11],[12] mais aussi 70 survivants retrouvés par les 600 sauveteurs[20] ;
- le 23 février, le bilan est réévalué à 75 morts[21], le dernier survivant est retrouvé[20] ;
- le 24 février, le bilan s'alourdit à 102 morts, 226 disparus et plus de 2 000 blessés dont 164 dans un état grave[22] ;
- le 26 février, le bilan s'alourdit à 145 morts[23] et le 2 mars, on compte 159 morts[13] ;
- le 3 mars, on recense 161 morts mais ce nombre pourrait s'élever à 240 morts en tenant compte des personnes disparues[20],[13].
- le 12 mars, le bilan est de 166 morts et la priorité n'est plus la recherche de survivants. Les autorités ont revu leurs estimations du bilan total à la baisse qui ferait état alors de 180 morts[24].

En Nouvelle-Zélande, c'est le tremblement de terre le plus meurtrier depuis le celui de Hawke's Bay  qui, en 1931, avait fait 256 morts,,.

### Coût financier
Selon le Premier ministre John Key, le coût des dégâts de ce tremblement de terre et celui du 4 septembre 2010 pourraient atteindre les 20 milliards de dollars néo-zélandais soit 15 milliards de dollars US.

## Réactions
Le Premier ministre John Key décrète l'état d'urgence dans tout le pays. Le 28 février 2011, John Key prévoit un projet d'aide de 90 millions de dollars destinés aux quelque quarante mille sinistrés privés de leur emploi. Des milliers d'habitants de Christchurch ont décidé de quitter la ville définitivement traumatisés par les deux séismes, celui-ci et celui du 4 septembre 2010. On a enregistré un surplus conséquent de passagers à l'aéroport jusqu'à 9 000 passagers par jour au lieu de 5 000 en temps normal. 10 000 bâtiments ont été touchés et 50 % des habitations dans certains quartiers ont été abandonnés.
À la suite de l'activation de la charte internationale Espace et catastrophes majeures, le CNES et la Cellule d'Intervention et d'Expertise Scientifique et Technique (CIEST) ont mis à disposition leur analyse des données d'interférométrie et de la modélisation de la déformation de la zone terrestre touchée par le séisme.